# Liste der Monuments historiques in Wœrth
Die Liste der Monuments historiques in Wœrth führt die Monuments historiques in der französischen Gemeinde Wœrth auf.

## Liste der Bauwerke
| Bezeichnung           | Beschreibung                                                        | Standort                              | Kennzeichnung | Schutzstatus | Datum | Bild           |
| --------------------- | ------------------------------------------------------------------- | ------------------------------------- | ------------- | ------------ | ----- | -------------- |
| Château de Wœrth      | Bergfried, Anfang des 14. Jahrhunderts, zwei Wohnflügel von 1554/55 | 2, 10 rue du Moulin (Lage)            | PA67000061    | Inscrit      | 2002  | weitere Bilder |
| Banc de l’Imperatrice | Ruhebank; Sandstein, 1865                                           | nördlich des Ortes an der D 27 (Lage) | PA00085264    | Inscrit      | 1982  | weitere Bilder |

## Liste der Objekte
| Bezeichnung                                            | Beschreibung                                       | Standort                        | Kennzeichnung | Schutzstatus | Datum | Bild           |
| ------------------------------------------------------ | -------------------------------------------------- | ------------------------------- | ------------- | ------------ | ----- | -------------- |
| Orgel                                                  | 1898 von Edmond Alexandre Roethinger gebaut        | in der Kirche St-Laurent (Lage) | PM67001116    | Classé       | 1982  | weitere Bilder |
| Instrumentalteil der Orgel                             | 1898 von Edmond Alexandre Roethinger gebaut        | in der Kirche St-Laurent (Lage) | PM67000232    | Classé       | 1982  | weitere Bilder |
| Wiege                                                  | Nussbaumholz, um 1700 oder aus dem 19. Jahrhundert | im Château de Wœrth (Lage)      | PM67001410    | Inscrit      | 2006  |                |
| Hochzeitstruhe von Jeremias Sheti und Barbara Betschen | Holz und Metall, 1727                              | im Château de Wœrth (Lage)      | PM67001412    | Inscrit      | 2006  |                |
| Buffet                                                 | Obstbaumholz, 1617                                 | im Château de Wœrth (Lage)      | PM67001408    | Inscrit      | 2006  |                |
| Vitrinenschrank                                        | Holz, um 1800                                      | im Château de Wœrth (Lage)      | PM67001413    | Inscrit      | 2006  |                |
| Buffet                                                 | Nussbaumholz, erste Hälfte des 18. Jahrhunderts    | im Château de Wœrth (Lage)      | PM67001411    | Inscrit      | 2006  |                |
| Buffet                                                 | verschiedene Hölzer, 1618                          | im Château de Wœrth (Lage)      | PM67001409    | Inscrit      | 2006  |                |